# Sinularia fibrilla
Sinularia fibrilla is een zachte koraalsoort uit de familie Alcyoniidae. De koraalsoort komt uit het geslacht Sinularia. Sinularia fibrilla werd in 1981 voor het eerst wetenschappelijk beschreven door Lai & Long. 